# Jakarta LRT
Đường sắt nhẹ Jakarta (Jakarta LRT) (tiếng Indonesia: Lintas Rel Terpadu Jakarta) là một trong những hệ thống đường sắt nhẹ ở Jakarta, thủ đô của Indonesia. Nó đang được quản lý bởi chính quyền Jakarta. Giai đoạn đầu của LRT, từ Velodrome đến Pegangsaan Dua bắt đầu hoạt động thương mại từ ngày 1 tháng 12 năm 2019.
Jakarta LRT được quản lý bởi PT LRT Jakarta, một công ty con của công ty bất động sản và cơ sở hạ tầng đô thị PT Jakarta Propertindo (Jakpro).

## Bối cảnh

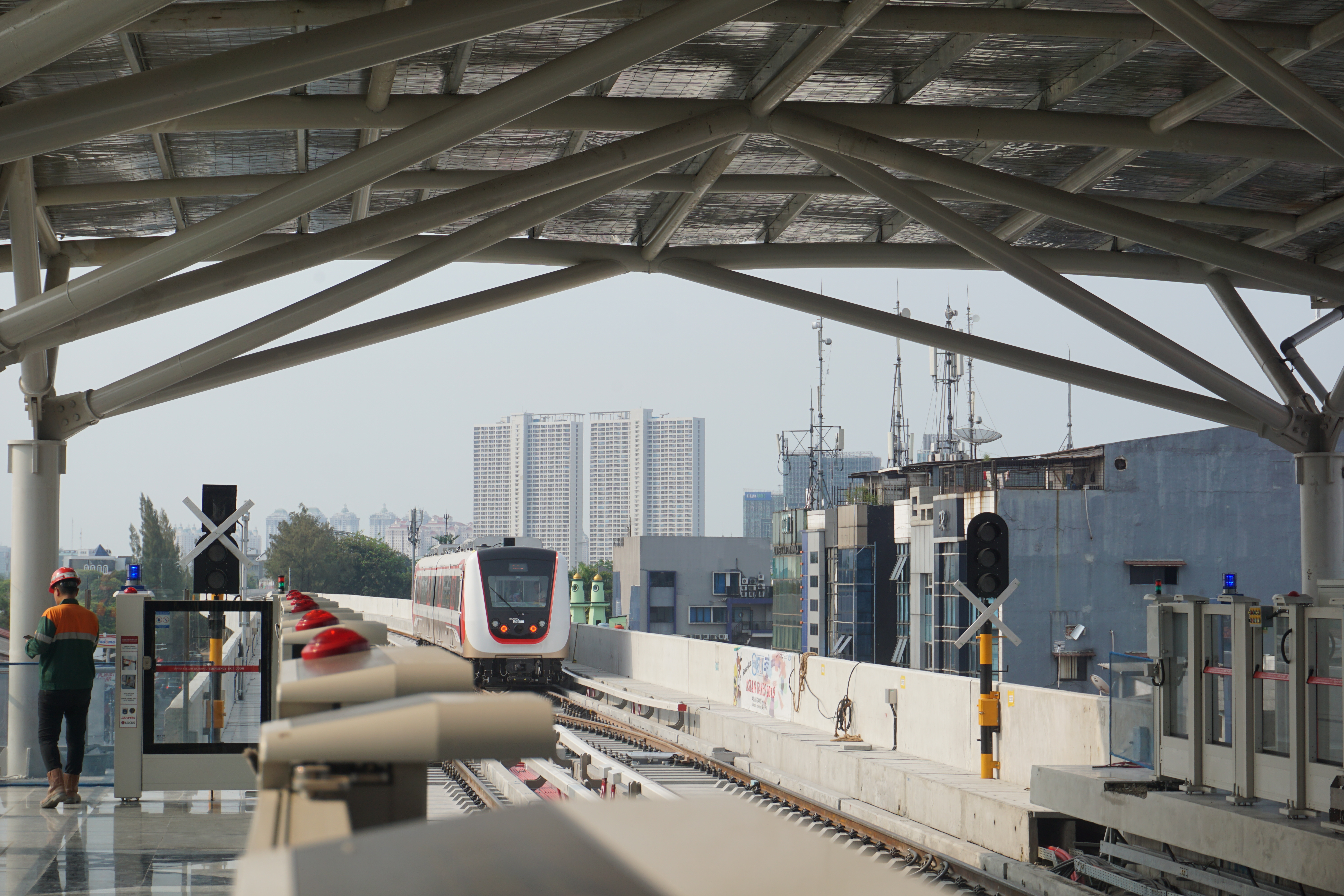
Hyundai Rotem LRV rời ga Velodrome trong lần chạy thử vào ngày 7 tháng 9 năm 2018

Dự án đường sắt nhẹ Jakarta nhằm mục đích giảm tải tình trạng tắc nghẽn giao thông đường bộ ở Jakarta. Đầu tàu thuộc hãng Hyundai Rotem của Hàn Quốc. Mỗi đoàn tàu gồm hai toa và có thể chứa 270 đến 278 hành khách. Tổng cộng sẽ có 16 ta tàu.
Cửa chắn an toàn của ST Engineering Electronics sẽ được lắp toàn bộ nhà ga.
Lần chạy thử được bắt đầu vào ngày 11 tháng 6 năm 2019 từ ga đại lộ Utara và Velodrome, vé miễn phí cho những người đăng ký trước.

## Hệ thống
- Giai đoạn 1 - Pegangsaan Dua - Velodrome, dài 5,8 km[7]
- Giai đoạn 2A - Pegangsaan Dua - sân vận động quốc gia Jakarta, dài 7,5 km
- Giai đoạn 2B - Velodrome - Klender[8]
- Giai đoạn 3A - sân vận động quốc gia Jakarta - Rajawali
- Giai đoạn 3B - Klender - Halim[8]

| Số ga       | Tên ga         | Giao nhau/Ghi chú | Thành phố    |
| Giai đoạn 1 |                | |              |
| S-01        | Pegangsaan Dua | Ga cuối | Bắc Jakarta  |
| S-02        | Đại lộ Utara   | | Bắc Jakarta  |
| S-03        | Đại lộ Selatan | | Bắc Jakarta  |
| S-04        | Pulomas        | K2-3 Pulomas M2 Kelapa Gading Timur (đã lên kế hoạch)                                                                     | Đông Jakarta |
| S-05        | Equestrian     | | Đông Jakarta |
| S-06        | Velodrome      | Ga cuối cho đến khi giai đoạn 2 hoàn thành (4C) (4H) (4K) (4M) (7M) K4-5 Pemuda Rawamangun Bến xe buýt Rawamangun (đi bộ) | Đông Jakarta |

### Tuyến dự án
- Kemayoran - Kelapa Gading dài 21,6 km
- Joglo - Tanah Abang dài 11 km
- Puri Kembangan - Tanah Abang dài 9,3 km
- Pesing - Kelapa Gading dài 20,7 km
- Pesing - sân bay Soekarno-Hatta dài 18,5 km
- Cempaka Putih - Alcohol dài 10 km.

## Liên kết
- Jakarta LRT Progress video per May 2018